# Libro de Sofonías
El Libro de Sofonías es un libro de la Biblia. Pertenece al grupo de los Profetas Menores del Antiguo Testamento. Consta de tres capítulos con un total de 53 versículos. Es el noveno libro entre los doce profetas precedido por Habacuc y seguido por Hageo.

## Autor

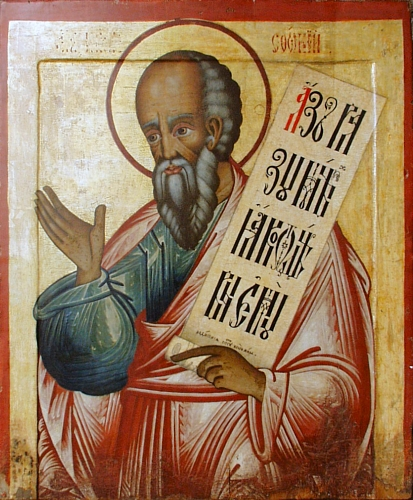
El Profeta Sofonías.
Icono del primer cuarto del. Monasterio de Kiji, República de Carelia, Federación Rusa.

El primer versículo del libro atribuye su autoría a "Sofonías, hijo de Kusí, hijo de Guedalías, hijo de Amarías, hijo de Ezequías, en tiempo de Josías, hijo de Amón, rey de Judá".(Sof 1:1, Biblia en castellano).
Sofonías, en hebreo Zephanja (Alefato hebreo צפניה), significa "Dios protege" o "Dios oculta". Kusí, el nombre del padre, significa natural de Etiopía. Según este versículo Sofonías fue tataranieto del rey Ezequías y pudiera ser que al igual que Isaías fuera miembro de la familia real. De este versículo y del análisis del contenido del libro se cree que la actividad del profeta se desarrolló en el reinado de Josías.(640-609 a. C.).
Probablemente Sofonías y Jeremías fueron los profetas que urgieron al rey Josías para que promulgara una Reforma del Culto que posteriormente se llevó a cabo.

## Fecha de composición
El primer versículo indica que la mayor parte del libro fue escrito en tiempos de Josias, y el versículo 4 "Extenderé mi mano contra Judá, y contra todos los habitantes de Jerusalén, y extirparé de este lugar lo que queda de Baal." sugiere que la fecha de composición es anterior a la Reforma de Josías del año 621 a. C. (Segundo Libro de los Reyes Capítulos 22 y 23).

## Temas
El libro de Sofonías consta de tres partes en el texto masoreta hebreo y de cuatro capítulos en las versiones cristianas. La Nueva Versión Internacional proporciona los siguientes títulos a las diferentes partes del libro.
| Versículos | Contenido                                 |
| ---------- | ----------------------------------------- |
| 1:1        | Sofonías                                  |
| 1:2-3      | Advertencia sobre la destrucción venidera |
| 1:4-13     | Juicio contra Judá                        |
| 1:14-18    | El gran día del Señor                     |
| 2:1-3      | Sofonias 2                                |
| 2:3-7      | Juicio contra los Filisteos               |
| 2:8-11     | Juicio contra Moab y Amón                 |
| 2:12       | Juicio contra Cus                         |
| 2:13-15    | Juicio contra Siria                       |
| 3:1-20     | El Futuro de Jerusalén                    |

## Doctrina
El mensaje principal del libro es el Día del Señor o Día de Yaweh, día que el profeta anuncia como un castigo divino por los pecados del Reino de Judá. Los versículos 15 y 16 del capítulo primero: "Día de ira el día aquel, día de angustia y de aprieto, día de devastación y desolación, día de tinieblas y de oscuridad, día de nublado y densa niebla, día de trompeta y de clamor, contra las ciudades fortificadas y las torres de los ángulos". Inspiraron el himno Dies irae, que fue una parte fija de la Misa de Requiem entre el Concilio de Trento y el Vaticano II.